# Diploglottis campbelli
Diploglottis campbelli är en kinesträdsväxtart som beskrevs av Edwin Cheel. Diploglottis campbelli ingår i släktet Diploglottis och familjen kinesträdsväxter. Inga underarter finns listade i Catalogue of Life.